# Nikola Wielowska
Nikola Wielowska (* 4. Dezember 2002 in Nowogard) ist eine polnische Radsportlerin, die Rennen auf Bahn und Straße bestreitet.

## Sportlicher Werdegang
Nikola Wielowska ist eine Allrounderin im Radsport: Auf der Bahn startet sie bei Kurzzeit- und bei Ausdauerwettbewerben, und sie nimmt erfolgreich an Straßenrennen teil.
2019 errang Wielowska bei den Junioren-Bahnweltmeisterschaften mit Nikola Seremak die Bronzemedaille im Teamsprint. Im selben Jahr wurde sie zweifache Junioren-Europameisterin sowie zweifache polnische Junioren-Meisterin. Bei der Healthy Ageing Tour belegte sie Platz zwei der Juniorinnenwertung. Im Jahr darauf wurde sie erneut zweifache Junioren-Europameisterin – Omnium, Teamsprint (mit Joanna Blaszczak und Natalia Nieruchalska). 2021 belegte sie gemeinsam mit Wiktoria Pikulik, Daria Pikulik und Nikol Płosaj beim Lauf des UCI Track Cycling Nations’ Cup in Cali Platz zwei in der Mannschaftsverfolgung. Bei den nationalen Straßenmeisterschaften der Frauen wurde sie Sechste im Straßenrennen der Frauen.
2020 wurde Wielowska bei den Bahneuropameisterschaften der Elite in München Dritte im Scratch.

## Erfolge
2019
- Polnische Junioren-Meisterin  Zweier-Mannschaftsfahren (mit Maja Masiowska), Teamsprint (mit Nikola Seremak)
- Junioren-Europameisterin – Scratch, Teamsprint (mit Nikola Seremak)
- Junioren-Weltmeisterschaft – Teamsprint (mit Nikola Seremak)

2020
- Junioren-Europameisterin – Omnium, Teamsprint (mit Joanna Blaszczak und Natalia Nieruchalska)
- Junioren-Europameisterschaft – Scratch, Zweier-Mannschaftsfahren (mit Zuzanna Olejniczak)

2022
- Europameisterschaft – Scratch

2023
- U23-Europameisterschaft – Teamsprint (mit Nikola Seremak und Natalia Wężyk)